# Juan Rafael Elvira Quesada
Juan Rafael Elvira Quesada (Uruapan, Michoacán; 11 de abril de 1958) es un ingeniero agrícola y político mexicano, miembro del Partido Acción Nacional. Se desempeñó como secretario de Medio Ambiente y Recursos Naturales durante el sexenio del presidente Felipe Calderón entre 2006 y 2012.
Juan Rafael Elvira es ingeniero agrícola egresado de la Facultad de Estudios Superiores Cuautitlán de la Universidad Nacional Autónoma de México, y tiene una Maestría en Ingeniería Agrícola - Mecanización Agrícola en el Cranfield Institute of Technology, en Bedfordshire, Reino Unido.
Entre los cargos públicos que ha desempeñado están el de Presidente del patronato del Parque nacional Barranca del Cupatitzio, Presidente municipal de Uruapan, Michoacán de 1999 a 2001 y posteriormente delegado de la Procuraduría Federal de Protección al Ambiente (PROFEPA) en Michoacán. En 2003 fue nombrado director general del Sector Primario y Recursos Naturales Renovables de la Secretaría de Medio Ambiente y Recursos Naturales (SEMARNAT), y en 2004 se convirtió en subsecretario de Fomento y Normatividad Ambiental en la misma secretaría, estando al frente de ésta Alberto Cárdenas Jiménez. Estuvo al frente de la subsecretaria hasta el 1 de junio de 2005 en que es nombrado Subprocurador de Inspección Industrial de la PROFEPA y a partir del 1 de diciembre de 2006 es Secretario del Medio Ambiente y Recursos Naturales.